# Amynodontidae
Famille
Les Amynodontidae constituent une famille éteinte de mammifères périssodactyles qui ressemblaient aux hippopotames dont ils avaient la taille et l'allure ; comme eux, ils ne portaient pas de cornes et se nourrissaient de plantes aquatiques.

## Évolution

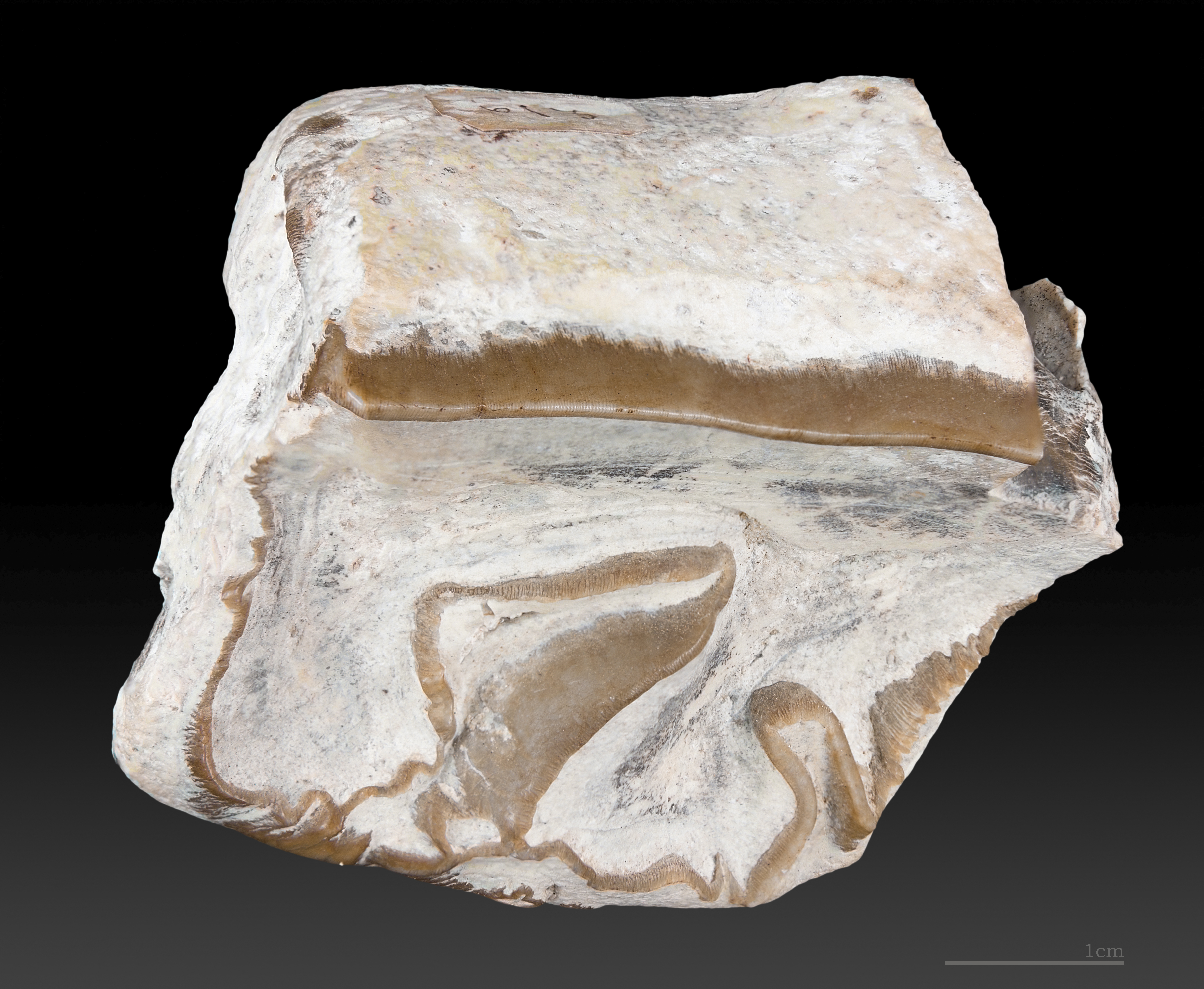
Dent, paratype de Cadurcotherium nouleti – Muséum de Toulouse.

Ils appartenaient au sous-ordre des cératomorphes et à la super-famille des Rhinocerotoidea. Ils connurent leur apogée, avec une diversification et une extension maximales, à l'Éocène supérieur et l'Oligocène inférieur mais ils déclinèrent ensuite. Les derniers représentants, qui vivaient en Asie, disparurent au milieu du Miocène.

## Classification

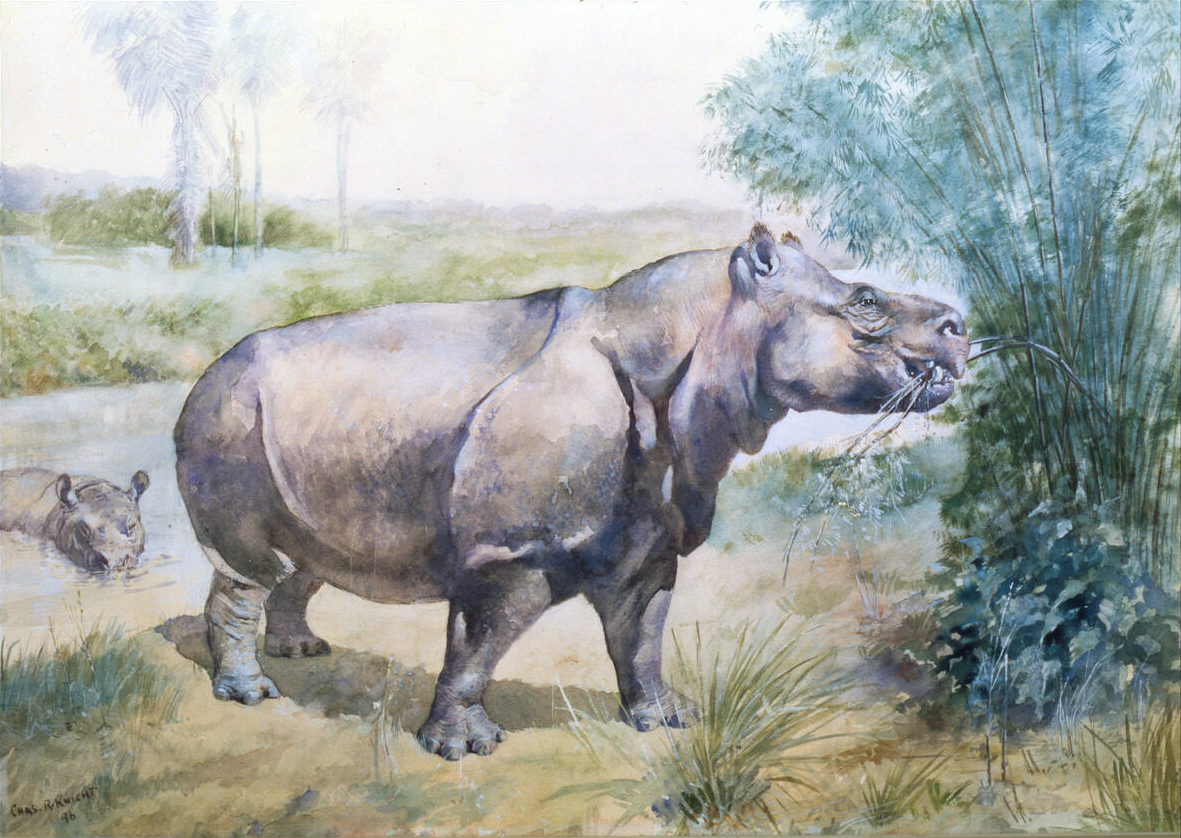
Metamynodon

Selon Paleobiology Database (7 janvier 2018) (liste incomplète) :
- genre Amynodon ;
- genre Amynodontopsis ;
- genre Andarakodon ;
- genre Gigantamynodon ;
- genre Orthocynodon ;
- genre Rostriamynodon ;
- genre Sharamynodon.